# Mike van der Zanden
Mike van der Zanden (Tilburg 9 maart 1987) is een Nederlands zwemmer, hij is met name gespecialiseerd op de 100 en 400 meter vrije slag, 100 meter vlinderslag en de 200 meter wisselslag.
Van der Zanden deed voor het eerst mee aan de Paralympische Zomerspelen 2004 te Athene, waar hij brons behaalde op de 100m vrije slag. Hij kwam in 2008 weer in actie op de Paralympische Zomerspelen in Peking. Daar behaalde hij eveneens een bronzen medaille, maar deze keer op de 100m vlinderslag. Vier jaar later wist Van der Zanden zich opnieuw te plaatsen voor de Paralympische Zomerspelen in Londen. Van der Zanden heeft spina bifida met lage uitvalsverschijnselen, wat inhoudt dat hij vooral uitval heeft van zijn rechtervoet.

## Erelijst
- Athene 2004, Brons - 100 meter vrije slag in 56.47 sec.
- Beijing 2008, Brons - 100 meter vlinderslag in 59.39 sec.
- EK lange baan Reykjavic 2009, Zilver - 100m vlinderslag in 58.46 sec.
- WK korte baan Rio de Janeiro 2009, Brons - 100m vlinderslag in 57.69 sec.
- WK lange baan Eindhoven 2010, Zilver - 100m vlinderslag in 58.32 sec.
- EK korte baan Eindhoven 2010 (validen), (showevent) Goud - 100m vlinderslag in 58.14 sec.
- EK lange baan Berlijn 2011, Brons - 100m vlinderslag in 59.50